# Lago Müritzarm
El lago Müritzarm (en alemán: Müritzarmsee) es un lago situado en el distrito de Llanura Lacustre Mecklemburguesa, en el estado de Mecklemburgo-Pomerania Occidental (Alemania), a una altitud de 62.1 metros; tiene un área de 123 hectáreas.
Se encuentra ubicado a medio camino entre el extremo sur del lago Müritz —el mayor de Alemania— y la frontera con el estado de Brandeburgo.